# 智开
智开（?—?），中国战国时期晋国智氏的族人。
前453年，赵氏、魏氏、韩氏三家灭智，智伯瑶被杀，智氏族人或被杀，或流落外国。第二年（前452年，晋出公二十三年、秦厉共公二十五年），晋大夫智开率他的邑人逃奔秦国，秦厉共公接纳了他。